# Olszynka (dopływ Parsęty)
Olszynka – potok w woj. zachodniopomorskim o długości ok. 7 km; prawobrzeżny dopływ Parsęty, płynący po Równinie Białogardzkiej.
Potok bierze swój początek od jeziora Stojkowo na zachód od wsi Stojkowo, skąd płynie na południe do wsi Dygowo. Uchodzi od prawego brzegu do Parsęty w miejscowości Miechęcino.
Nazwę Olszynka wprowadzono w 1949 roku, zastępując poprzednią niemiecką nazwę Eller Bach.